# Hébé
Hébé (ógörögül Ἥβη) az ifjúság istennője a görög mitológiában. Zeusz és Héra gyermeke.
Az ifjúság istennőjeként eredetileg az ő feladata volt a fiatalságot és örök életet biztosító nektár őrzése és annak felszolgálása az Olümposzon, ám ezt a szerepet Ganümédész hamarosan átvette tőle. Mégis Hébét gyakran emlegetik úgy, mint az istenek pohárnokát. Ő készítette el testvére, Arész fürdővizét, és ő segítette fel Hérát rettegett harci szekerére. Hébé őrizte az örök fiatalság forrásának titkát és helyét. Gyakran járt az emberek között, és nyilaival elvette az ifjúságot a halandóktól és másnak adta oda. Hébé nyilai egy idő után mindenkit eltaláltak. Ezek a nyilak ráncokat és néha betegségeket, fájdalmakat hoztak, de bölcsességgel és tapasztalattal társulhattak. Így találkozhatott a földön Héraklésszal, akibe azonnal beleszeretett. Miután a nagy hős meghalt, és Zeusz az istenek közé emelte, Hébé lett a felesége az Olümposzon. Ujjatlan ruhában ábrázolták örök ifjúként.
Rómában Juventas néven tisztelték.
Budapesten az V. kerületben a pesti megyeháza második udvarán látható a Hébé-kútszobor.